# Ginny Ruffner
Ginny Ruffner (Atlanta, 21 de junio de 1952 –Seattle, 20 de enero de 2025) fue una artista de vidrio estadounidense pionera con sede en Seattle, Washington. Es conocida por su uso de la técnica de trabajo con lámpara (o trabajo con llamas) y por su uso de vidrio de borosilicato en sus esculturas de vidrio pintado.
Muchas de sus ideas comienzan con dibujos. Sus obras también incluyen libros emergentes, arte público a gran escala y realidad aumentada.
Ruffner fue nombrada Master of the Medium por James Renwick Alliance en 2007. Ruffner fue elegida miembro del American Craft Council en 2010. Recibió el premio Lifetime Award de The Glass Art Society en 2019.

## Primeros años de vida
Ginny Carol Martin (más tarde Ruffner) nació el 21 de junio de 1952 en Atlanta, Georgia. Su padre era agente del FBI y su madre era profesora de mecanografía.

## Carrera profesional
Ruffner estudió en la Universidad Furman en Greenville, Carolina del Sur, y en el Winthrop College en Rock Hill, Carolina del Sur, antes de mudarse a la Universidad de Georgia. Allí recibió un BFA en Dibujo y Pintura en 1974 y un MFA en Dibujo y Pintura en 1975. En un curso de historia del arte del siglo XX, Ruffner vio The Bride Stripped Bare by Her Bachelors, Even (The Large Glass), una pintura sobre vidrio de Marcel Duchamp. La inspiró a comenzar a pintar sobre vidrio.
Después de graduarse, uno de los primeros trabajos de Ruffner fue trabajar para Hans Godo Frabel como aprendiza de trabajador de lámparas, creando animales de vidrio. En 1984, Ruffner se mudó a Seattle, Washington, donde impartió la primera clase de trabajo con llamas en la Pilchuck Glass School. Allí introdujo el uso del vidrio de borosilicato. Ruffner fue la primera mujer en los Estados Unidos en crear esculturas con vidrio de borosilicato, que se usa comúnmente en la fabricación de cristalería científica.
En el trabajo con lámparas se utiliza un soplete o una lámpara para fundir el vidrio, que luego se sopla y moldea con herramientas y movimientos manuales para crear una forma escultórica. Ruffner sigue desarrollando sus esculturas pintándolas y combinando el vidrio trabajado con lámpara con metales y otros materiales. Al utilizar un vidrio duro y trabajar a temperaturas más elevadas, Ruffner pudo crear piezas de lampwork mucho más grandes.  Gracias al trabajo de Ruffner, el trabajo en lámpara fue reconocido por primera vez como un medio para las bellas artes.
La serie de Ruffner "Ingeniería estética: The Imagination Cycle" de esculturas se inspiró en la ingeniería genética y el intercambio de genes de plantas y animales. Se describió como "una exuberante instalación de vidrio, acero y bronce que representa flores explosivas, hojas enormes y enredaderas de crecimiento retorcido". La exposición ha viajado mucho.
Uno de sus proyectos de arte público, "Urban Garden" (2011), es una maceta de metal de 27 pies de alto, con flores y pétalos en movimiento, en el centro de Seattle. La escultura es también una fuente de agua cinética.
En Reforestación de la imaginación (2018) combinó la escultura en vidrio y bronce con la realidad aumentada, de modo que las imágenes digitales de criaturas imaginadas pudieran superponerse a las obras escultóricas.

## Obras

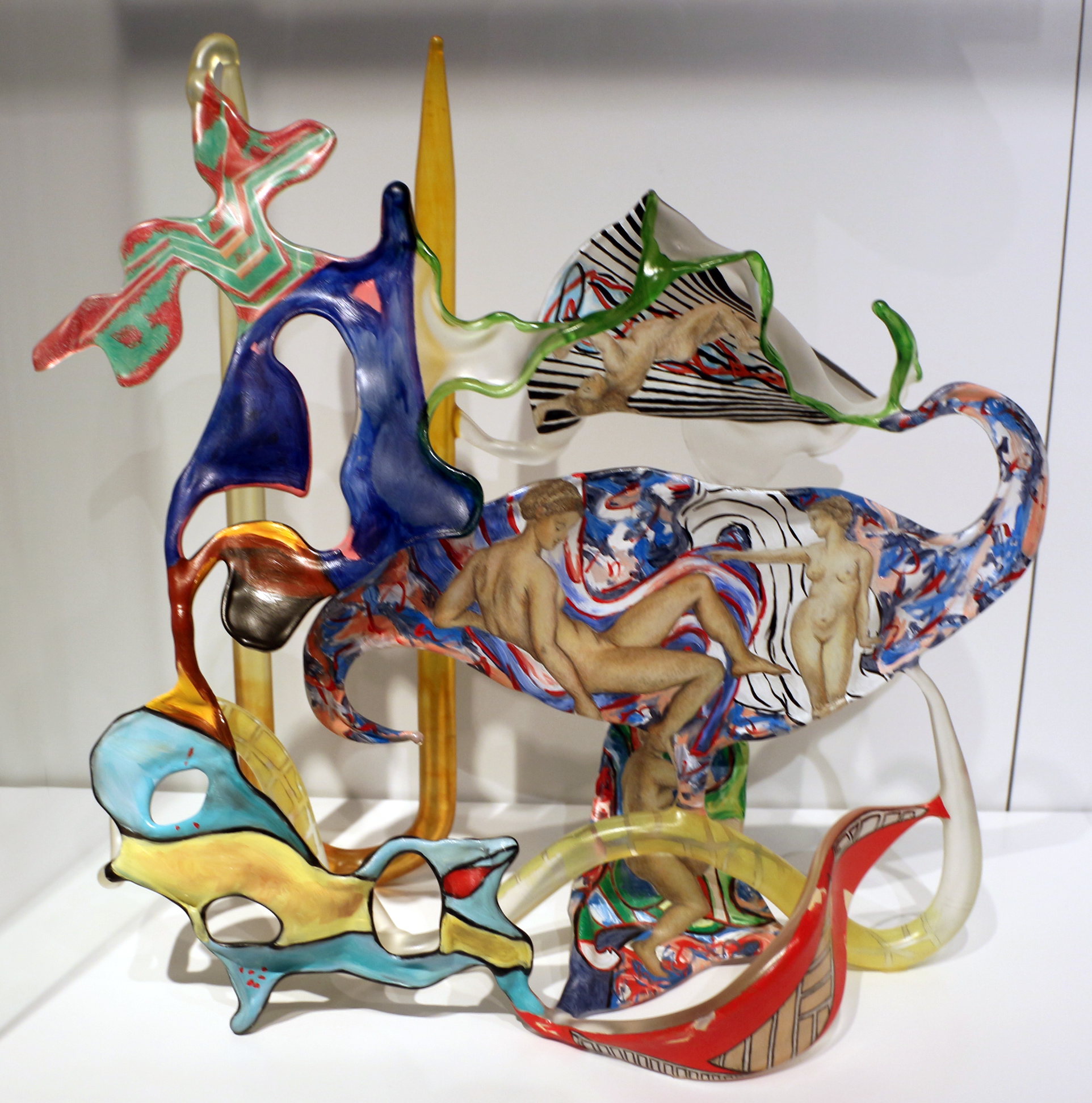
Stella en el Louvre, 1990

Mediante el uso de lámparas, ha desarrollado un estilo distintivo, creando esculturas de vidrio, instalaciones de medios mixtos y obras de arte público que son conocidas por ser "opulentas, figurativas, ricamente coloreadas y metafóricas".
La primera exposición individual de Ruffner fue en la Georgia Tech Gallery en Atlanta en 1984, seguida de exposiciones individuales y colectivas en museos como el Corning Museum of Glass; Museo de Artes y Diseño; Museo del Vidrio; Museo de Arte del Noroeste; Galería Renwick del Museo Smithsonian de Arte Americano; Museo de Arte de Toledo; y Traver Gallery de Seattle, entre otros.
Su trabajo se encuentra en las colecciones permanentes del Museo de Vidrio Bergstrom-Mahler, Museo de Arte Carnegie, Museo Cooper-Hewitt, Museo de Vidrio de Corning, Instituto de Arte de Detroit, Museo de Arte de Fort Wayne; Museo Metropolitano de Arte; Museo de Arte de Nuevo México; Museo de Arte de Seattle, y el Museo Smithsonian de Arte Americano. Su trabajo está incluido en el Programa de Arte en Embajadas de los Estados Unidos.
Apareció en el programa de NPR Weekend America el 18 de marzo de 2006.
Fue el tema de un documental, Ginny Ruffer: A Not So Still Life (2010), que ganó el premio Golden Space Needle al mejor documental en el Festival Internacional de Cine de Seattle ese año.

## Vida personal
Se casó con Charles Emory Nail en 1975, se divorció en 1980 y se casó con Robert Edward Ruffner ese mismo año.
Al entrar en la treintena, Ginny Ruffner obtuvo una puntuación lo suficientemente alta en una prueba de coeficiente intelectual para ser aceptada en Mensa e Intertel, dos sociedades de alto coeficiente intelectual.
En 1991, Ruffner se vio envuelta en una colisión de tres coches que puso en peligro su vida. Estuvo en coma durante cinco semanas. Cuando por fin recuperó la conciencia, no podía hablar, caminar ni recordar que era artista. Los médicos dudaban de que pudiera volver a caminar o hablar. Pero después de un año de terapia física, del habla y de la vista, Ruffner pudo volver a trabajar. Atribuye su recuperación a su "terquedad y cabeza de chorlito". Pasó los siguientes cinco años en una silla de ruedas, pero finalmente pudo volver a caminar. El accidente la dejó con problemas de habla y movilidad. Redescubrió su propia obra, en parte gracias al libro Why Not? The Art of Ginny Ruffner (1995) y luego la revisó, yuxtaponiendo materiales de forma que se equilibrara "la belleza con el peligro".
Ginny Ruffner falleció en su domicilio el 20 de enero de 2025 a la edad de 72 años.